# Melkita bizánci katolikus egyház
A melkita bizánci katolikus egyház egy keleti katolikus, a római katolikus egyházzal teljes egységben lévő önálló (latin szóval sui iuris, azaz „saját jogú”) részegyház. Az egyház a Közel-Keleten született, de napjainkban a melkita katolikus közösségek az egész világon megtalálhatók. Jelenleg világszerte mintegy 1,5 millió hívője van.
Az egyház az ortodox kereszténység bizánci liturgikus hagyományait és szokásait követi, az istentisztelet hagyományos nyelve az arab és a görög. Néhány teológus szerint az antiókhiai melkita egyház „a világ legrégebbi, folyamatosan létező keresztény közössége”.

## Nevének eredete
A melkita elnevezés az asszír melk vagyis király szóból származik. Eredetileg az antikhalkédóni vagy miafizita hívők által használt, azon közel-keleti keresztényeknek a pejoratív értelmű elnevezése volt, akik elfogadták a 451. évi khalkédóni zsinat határozatát és elismerték a bizánci császár fennhatóságát.
A bizánci jelző a bizánci örökségű vallási rítusra utal, az keleti ortodox egyházak által használt liturgiára.
A katolikus elnevezés a pápának, azaz Róma püspökének egyházfőként való elismerésére utal, mint a katolikus egyház legfőbb pásztora.
Az egyház neve arabul ar-Rūm al-Kathūlīk (arabul: الروم الكاثوليك), ami szó szerint azt jelenti hogy "római katolikus". Az arab Rūm szó azonban jelentheti a bizánci birodalmat is (az úgynevezett "második Róma"). Így aztán az arab kifejezés úgy is fordítható, hogy "görögkatolikus".

## Történelme
A melkita katolikus egyház születésének ideje egyidős a kereszténység közel-keleti elterjedésének idejével. Ahogy a kereszténység mind szélesebb körökben vált ismertté Antiókhiában (a melkita katolikus pátriárchátus püspöki székhelyén) nevezték először a térségben az igét hirdető tanítványokat keresztényeknek. Az időszámításunk szerinti második századra a kereszténység teljesen elterjedt Antiókhiában és Szíriában. Az egyház növekedése nem állt meg a keresztényüldözések ideje alatt sem, és a negyedik században a kereszténység hivatalos államvallássá vált.
636 -ban a jarmúki csata után az arabok elüldözték a bizánciakat Szíriából és bevezették az iszlám hitet. Bár a görög nyelv és kultúra megmaradt a köztudatban, különösen a jeruzsálemi melkiták között, a melkita hagyományok fokozatosan összeolvadtak az arab nyelvvel és kultúrával.

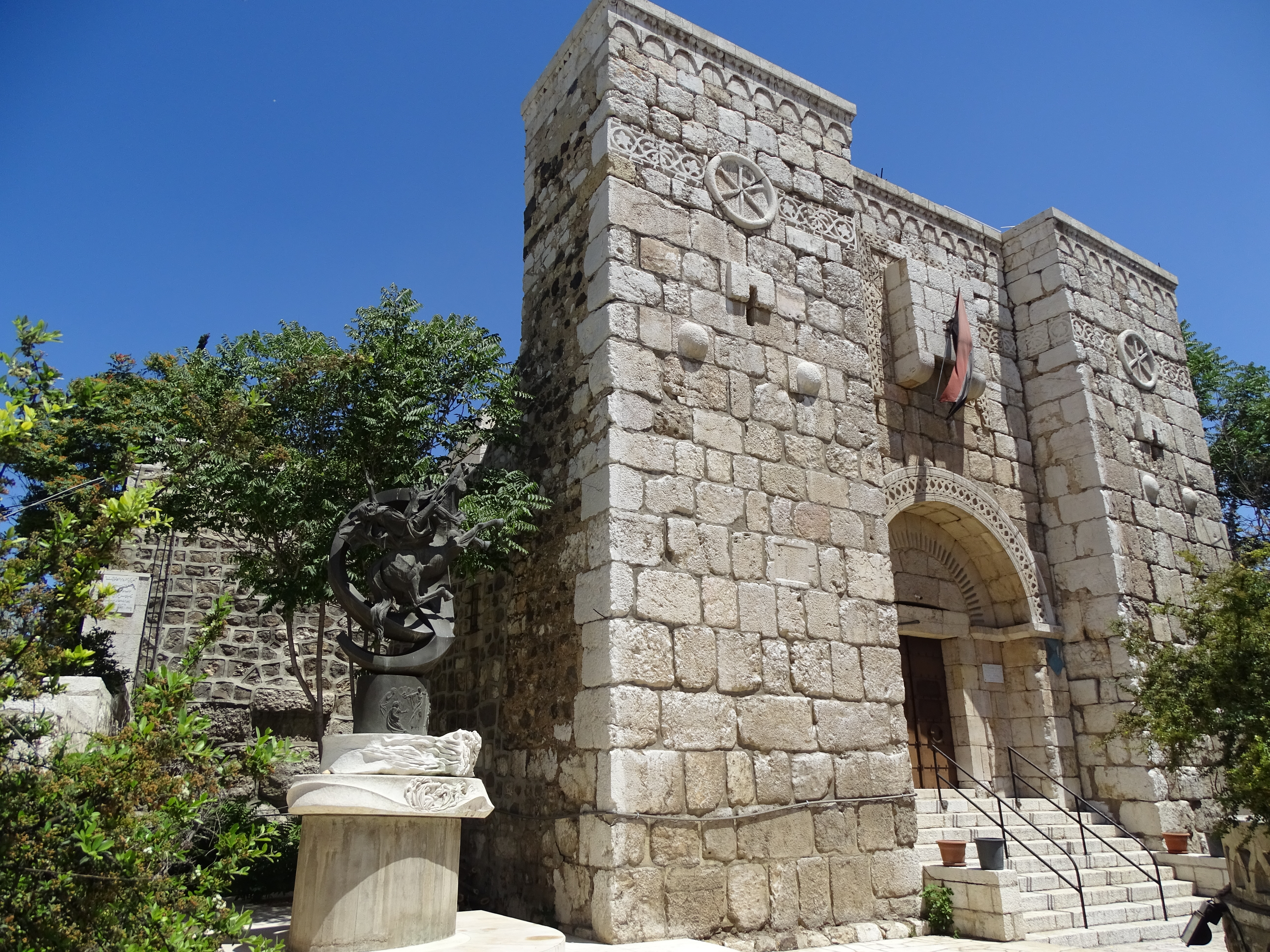
Szent Pál-kápolna Damaszkuszban

## A melkita bizánci katolikus egyház pátriárkáinak listája
A melkita bizánci katolikus egyház pátriárkái Alexandria, Antiókhia és Jeruzsálem városok pátriárkái is egyben.
- VI. Cirill Tanas 		(1724–1759)
- IV. Atanáz Jawhar 		(1759–1760)
- II. Maxim Hakim 		(1760–1761)
- V. Teodóziusz  Dahan 		(1761–1788)
- IV. Atanáz Jawhar             (1765-1768, ellen-pátriárka)
- IV. Atanáz Jawhar 		(1788-1794, mint törvényes pátriárka)
- VII. Cirill Siaj 		(1794–1796)
- II. Agapiusz Matar 		(1796–1812)
- IV. Ignác Sarruf 		(1812)
- V. Atanáz Matar 		(1813–1814)
- IV. Macario Tawil 		(1814–1815)
- V. Ignác Qattan 		(1816–1833)
- III. Maxim Mazlum 		(1833–1855)
- I. Klemens Bahouth 		(1856–1864)
- II. Gergely Youssef-Sayur 	(1864–1897)
- IV. Péter Jaraijiry 		(1898–1902)
- VIII. Cirill Jaha 		(1902–1916)
- ---       		        (1916–1919)
- I. Demeter Qadi 		(1919–1925)
- IX. Cirill Moghabghab 	(1925–1947)
- IV. Maxim Saïgh 		(1947–1967)
- V. Maxim Hakim 		(1967–2000)
- III. Gergely Laham 	        (2000–2017)
- I. József (korábbi neve Jusszuf Abszi) (2017-